# Bonaventura Salas i Bofarull
Bonaventura Salas i Bofarull (Reus, segle xviii), va ser un sacerdot català.
Es desconeix la seva biografia, però nasqué a Reus a finals del segle xvii o principis del xviii. Va ser tresorer de la Catedral de Tarragona cap al 1740, Legat de la Cúria Pontifícia i prior del Monestir de Santa Oliva. L'Ajuntament de Reus el nomenà fill il·lustre i el seu retrat es mostra a la galeria municipal de reusencs. Un familiar seu, Antoni Salas Simó, també va ser tresorer de la Catedral de Tarragona.